# Arta islamică
Arta și arhitectura islamică (în arabă الفن الإسلامي, transliterat: al-fannu-l-ʼislamiyyu) include totalitatea artelor literare și vizuale a populațiilor numeroase din zona Orientului Mijlociu, printre care se numără arhitectura, caligrafia, pictura, sticla, ceramica, textilele , dezvoltate începând cu secolul al VII-lea , secol în care credința islamică se dezvoltă pentru prima dată sub profetul Muhammad.

### Islamul
Islamul este o religie monoteistă ( în arabă توحيد tawhīd) , apărută în secolul al VII-lea, în urma revelațiilor divine pe care profetul Muhammad le-a împărtășit lumii.   Fiind un fost comerciant arab, în cazul profetului acceptarea condiției umane este o trăsătură importantă a monoteismului, considerându-se un om obișnuit, un simplu trimis al lui Dumnezeu. La început, revelația primită nu era conturată în jurul unor trăsături bine definite, însă avea la bază credința într-un singur Dumnezeu. Pe măsură ce profetul Muhammad își recunoaște menirea și începe să predice cuvântul lui Dumnezeu, dobândește atât laude, din partea unui grup de adepți ai islamului, cât și critici din partea tribului din care acesta face parte și anume tribul Kuraish. Aceste neînțelegeri sunt provocate de faptul că membrii tribului său considerau că prin propăvăduirea acestei religii, idolii si obiceiurile lor tradiționale sunt renegate și ignorate în favoarea unui singur Dumnezeu.
Religia islamică are la bază congruența dintre fapte și credință, concretizată prin cei 5 stâlpi ai islamului. Prima regulă este rostirea mărturisirii credinței în Allah, prin rostirea shahadei ( mărturisire ) وَرَسُولُهُ اعَبْدُه مُحَمَّدً  اَنَّ اَشْهَدُ وَ اللّهُ اِلَّا اِلهَ لّآ انْ اشْهَدُ ( “Ašhadu ʼan lā ʼilaha ʼilla Allah wa ašhadu ʼanna Muhammed ʼaʽabduhu wa resūluhu”) - “ Marturisesc ca nu exista nici o zeitate in afara de Dumnezeu, si ca Muhammad este Mesagerul Sau”.  Prin rostirea acestei declarații, o persoană este considerată musulmană, deoarece mărturisirea cuprinde toate credințele islamice, după cum urmează:  “nici o zeitate cu excepția lui Dumnezeu” reprezinta o negatie a politeismului,  pe care Islamul îl respinge cu desăvârșire, a venerării oricărei alte zeități în afară de Allah și o afirmație a monoteismului. “Muhammad este Mesagerul lui Dumnezeu” reprezintă o afirmație a revelației Profetului Muhammad, o afirmație a faptului că Muhammad este ca Profetul si Mesagerul  lui Dumnezeu.
Al doilea stâlp foarte important pe baza căruia este clădit Islamul, este rostirea rugăciunii (As-salāh ). Este obligatorie rostirea a cinci rugăciuni pe parcursul zilei pentru a fii aproape de Allah și răsplătit de acesta  “Profetul (Pacea si binecuvantarea lui Allah fie asupra lui!) a spus: "Cine a Indeplinit-o, a Indeplinit Islamul, iar cine a pierdut-o, a pierdut Islamul… Rugaciunea reprezinta o apropriere a omului de Creatorul lui, o legatura stransa si permanenta de cinci ori pe zi, In timpul zilei si al noptii." 
A treia regulă fundamentală este plata daniei (Az-zakāt ), considertă în islam o datorie religioasă, ce presupune plata unei părți din averea deținută, către cei nevoiași, o dată pe an. Este considerat că averea este dată de Allah, prin urmare îi aparține, iar cel care oferă din economiile sale celor mai puțin înstăriți, își purifică averea prin săvârșirea acestei norme.
Postul în luna Ramadan este cel de-al patrulea stâlp al Islamului. Postul reprezintă purificarea sufletului și se desfășoară în luna în care Profetul Muhammad a primit primele revelații de la Dumnezeu. Fiind calculată după calendarul lunar, care este cu 7 zile mai scurt decăt cel solar, Ramadanul nu are o dată fixă. Postul presupune abținerea de la a mânca și a bea pe tot parcursul zilei, până la apusul soarelui, în schimb pot face asta pe parcursul nopții, până la răsărit.
Ultima poruncă a lui Allah pentru musulmani este pelerinajul la Mecca. Acesta presupune adunarea musulmanilor la Templul Ka’ba, pentru a-l venera pe Dumnezeu dar și pentru a înlătura barierele rasiale, culturale și sociale.

### Caracteristici și particularități generale ale artei islamice
Arta islamică nu este arta unei singure religii sau a unui singur mediu, ci include toate domeniile artistice produse de popoarele musulmane sau non-musulmane care locuiau pe teritoriul locuit sau condus de populații islamice din punct de vedere cultural, indiferent dacă sunt sau nu legate de religia lor, precum țări iraniene, Turcia, India, China și Spania. Deși aceste teritorii împărtășesc elemente de artă comune, arta islamică din întreaga lume este extrem de diversă, exemple în acest sens fiind Palatul Alhambra din Granada, Spania, Taj Mahal din India. Primele instanțe de artă islamică au combinat elemente din tradițiile artelor greco-romane, bizantine și sasanide, un monument reprezentativ pentru această artă fiind Domul Stâncii din Ierusalim. 

#### Caligrafia islamică
Reprezentarea ființelor vii, a formei umane în aceste domenii artistice este interzisă de către tradiția profetică, fiind considerată un semn de idolatrie. Însă, datorită alfabetului arab, care are un aspect cursiv și deosebit față de orice alt alfabet existent, fundamentul artei islamice este reprezentat de caligrafie ( în arabă خط اسلامي ḫaṭṭ islāmiyy), literele părând mai mult pictate, decât scrise, fapt ce a dat naștere unor opere de artă desăvârșite. Caligrafia islamică a fost încorporată în arta modernă începând cu perioada post-colonială din Orientul Mijlociu, precum și cu stilul mai recent de caligrafie. Caligrafia islamică s-a dezvoltat din două stiluri majore: stilul Kufic și stilul Nasḫ, unul cursiv.  

##### Stiluri caligrafice

###### Stilul Kufic
Acest stil este unul rigid, dezvoltat la Kufa în Irak și reprezintă cea mai veche formă a scriptului arab, care apare ca o formă modificată a vechiului script nabateean. La început era compus din 17 litere fără alte diacritice sau accente, acestea urmând să apară în timpul secolului al VII-lea pentru facilitarea pronunției Coranului și a altor documente importante, mărind, astfel, și numărul de litere arabe la 28. Datorită stilului său drept și ordonat de inscripționare, Kufic a fost folosit frecvent în sculptura ornamentală în piatră, precum și pe monede. 

###### Stilul Nash
Acest stil ia amploare în secolul al X-lea. Termenul nasḫ ( în arabă نسخ ), se traduce prin „copiere”, în contextul în care a devenit etalonul pentru transcrierea cărților și manuscriselor. Acest stil a devenit baza tiparului arab modern, fiind folosit în Coran, în decrete oficiale și în corespondența privată. Standardizarea stilului a fost inițiată de Ibn Muqla (886 - 940 d.Hr.), considerat inventatorul stilului nasḫ, deși mulți ar contesta acest lucru, considerând mai de grabă, ca ar fi fost fondat de Ibn al-Bawwab.
Arta caligrafică are la bază Coranul. Pe lângă cei 5 stâlpi ai islamului, credința și faptele musulmane demne de binecuvântarea divină sunt cuprinse și în cartea sacră a islamului și anume Coranul ( în arabă القرآن, Al-Qurʼan).  Decorarea obiectelor cu fragmente din Coran, folosind arta caligrafiei, are un rol foarte important in islam, , deoarece cuvântul capătă semnificație religioasă și artistică.  
Pe lângă hârtie, vase, covoare și piatră, monedele erau un alt suport pentru caligrafie. Începând cu anul 692, califatul islamic a reformat inventarea Orientului Apropiat prin înlocuirea imaginilor creștine bizantine cu fraze islamice inscripționate în arabă. Acest lucru a fost valabil mai ales pentru dinari sau monede de aur de mare valoare. În general, monedele erau inscripționate cu citate din Coran.

##### Stiluri derivate
Aceste două stiluri, Kufic și Nasḫ, nu dispar definitiv, ci se metamorfozează în altele noi în funcție de zonele geografice, începând cu secolul al XIV-lea. Astfel, în zona Persiei se remarcă stilul ce poartă numele de Nastaʼalīq ( în arabă نستعلیق‎ ), care provine de la cuvântul taʼalīq ( în arabă تعلیق‎ ), tradus în limba română prin “suspendat”, “agățat”. Termenul este sugestiv pentru forma oblică, ușor înclinată pe care o au literele ce caracterizează acest stil caligrafic de origine persană.
În zona Turciei, în timpul domniei lui Süleyman I Magnificul (1520-1566), se remarcă stilul Dīwānyy ( în arabă ديواني ). Față de cel din zona Persiei, care se remarcă prin bucle generoase și cuprinzătoare care leagă literele între ele, acest stil are spațiile dintre litere înguste. Literele umplute cu decorațiuni dense de puncte și semne diacritice în spațiul dintre. Stilul Dīwānyy este dificil de citit și de scris datorită încărcăturii sale stilistice și, din acest motiv, s-a folosit în special pentru scrierea documentelor instanței, deoarece a asigurat confidențialitatea și a împiedicat falsificarea. De aici provine și denumirea, deoarece în statele islamice, Dīwān-ul ( în arabă دیوان‎ ) reprezenta un înalt minister guvernamental.
În zona Chinei, apare stilul sini, inspirat din caligrafia chineză, avându-l ca unul dintre cei mai mari reprezentanți pe caligraful  Hajji Noor Deen Mi Guangjiang.  

##### Stiluri moderne
Perioada post-colonială aduce cu sine modernizarea stilurilor caligrafice anterioare printr-o mișcare de artă modernă, denumită mișcarea Ḥurufiyya ( în arabă الحركة الحرفية, Al-ḥarakatu-l-ḥurufiyya ). Din punct de vedere etimologic, termenul, ḥurifiyya este derivat din termenul arab, ḥarf ( în arabă حرف ) care înseamnă literă și care, în umbra teologiei politice,  era un simbol sacru al manipulării universului. Această mișcare artistică își are originile în zona Africii de Nord, debutând în secolul al XX-lea, în jurul anului 1955 cu opera lui Ibrahim el-Salahi. Pe lângă picturi, stilul artistic cuprindea și arta ceramicii, concretizată cu iordanianul Mahmoud Taha, care a combinat estetica tradițională a caligrafiei cu meșteșugul. În Irak, mișcarea era cunoscută sub numele de Al Bu'd al Wahad (sau Grupul pentru o singură dimensiune) ", iar în Iran, era cunoscută sub numele de mișcarea Saqqa-Khaneh.. Occidentul și-a pus amprenta asupra caligrafiei arabe prin utilizarea ei drept mijloc de a crea mesaje politico-sociale sau pentru ornamentarea clădirilor și spațiilor publlice.   

#### Stilul arabesc
Pe lângă caligrafie, un alt aspect important al artei islamice, care înfrumusețează obiectele și clădirile, este folosirea stilului arabesc ( în arabă أسلوب الأرابيسك, ʼuslūbu-l-ʼarābīsik ). Acest stil artistic este caracterizat prin reprezentări decorative ale modelelor vegetale și geometrice, a naturii prin figuri lineare, prin simetria mediană și prin libertatea în detaliu. Include o gamă largă de elemente, precum ființe umane, fiare, păsări, pești, flori. Este ușor detectabil datorită complexității sale determinate de aversiunea pentru spațiile goale.  De la Renaștere pâna la începutul secolului al XIX-lea, în zona Europei, stilul arabesc era folosit pentru a înfrumuseța manuscrise, mobilă, pereți, vase din cermică cu modele compuse din suluri  de ramuri și frunze, de linii ornamentate extrase din astfel de forme naturale, principiul de bază al acestui stil, fiind “orice loc trebuie înfrumusețat”, motiv pentru care orice obiect sau clădire realizată în stilul artei islamice este plină de viață și culoare. Etimologic, cuvântul vine de la ʼarab ( în araba عرب ), care înseamnă „arab”, însă în secolul al XVI-lea în Franța, termenul a fost definit într-un dicționar ca „lucrare rebescă, o înflorire mică și curioasă”. 
Arăbescul a decorat numeroase obiecte și monumente precum galeriile Vaticanului, lucrări de argint din nordul Italiei și, mai târziu, din Spania, armuri la Milano, tapiserie la Florență și manuscrise iluminate la Mantua. Odată cu venirea barocului, utilizarea stilul arabesc a căzut în defavoare până la mijlocul secolului al XVIII-lea, când a fost descoperită o nouă serie de arabescuri romane la Herculaneum. În 1757 Comtatul de Caylus și-a publicat Recueil de peintures antiques („Colecția de picturi antice”), iar până în 1770 au fost publicate din nou modele gravate pentru arabescuri la Paris. Reliefurile și picturile târzii sunt printre cele mai frumoase arabescuri produse vreodată, dar formalitatea designului Directoire și Empire după Revoluție a pus capăt treptat modei.

#### Literatura islamică
Esența literaturii popoarelor islamice este „intelectuală”, fiind lipsită de lirism subiectiv, așa cum este cea din Occident. Principalele genuri, forme și reguli au fost moștenite din poezia arabă pre-islamică. Există numeroase lucrări, dintre care sute de mii sunt disponibile doar sub formă de manuscrise. Cu toate acestea, în multe cazuri, conținutul islamic propriu-zis este limitat la lucrări religioase - tratate mistice, cărți despre legea islamică și punerea sa în aplicare, lucrări istorice care laudă faptele eroice și aventurile miraculoase ale conducătorilor și sfinților musulmani anteriori sau lucrări devoționale în cinstea Profetul Muhammad. Majoritatea scrierilor arăbești erau reprezentate de studii. Există traduceri importante făcute de cărturari medievali din limba greacă în limba arabă, precum lucrări istorice, lucrări religioase, cărți despre gramatică și despre stilistică, despre etică și filosofie. 
Coranul, scriptura sacră a Islamului, a fost acceptată de evlavioșii musulmani ca cuvânt necreat al lui Dumnezeu și a fost considerată a fi cea mai înaltă manifestare a frumuseții literare. O întreagă literatură și-a apărat inimitabilitatea (iʿjāz) și frumusețea de neegalat. Deoarece era cuvântul lui Dumnezeu, Coranul nu putea fi tradus în mod legitim în nicio altă limbă; prin urmare, studiul a cel puțin unei limbi arabe era cerut de la fiecare musulman. Scrierea arabă a fost folosită de toate acele popoare care au urmat islamul, cu toate că propriile limbi ar putea diferi ca structură de arabă. Coranul a devenit manualul întregii filozofii de viață a musulmanilor. 
În plus, literaturile islamice există într-o vastă zonă geografică și lingvistică, deoarece au fost produse oriunde s-au dus musulmanii, plecând din zona Peninsulei Arabe, prin țările din Orientul Mijlociu până în Spania, Africa de Nord și, în cele din urmă, Vestul Africii. Persia, Iranul de astăzi, este un centru major al Islamului, împreună cu zonele învecinate care au intrat sub influența persană, precum Turcia și popoarele vorbitoare de turcă din Asia Centrală.  Astfel, există un conținut islamic în literatura Malaeziei și în cea a unor limbi din Africa de Est, inclusiv swahili.
- Literatura persană era mai variată în forme și conținut decât cea scrisă în arabă clasică. În contextul istoric în care musulmanii au intrat în Iran în anul 640, se face simțită influența persană asupra literaturii arabe. Însă, și persanii au adoptat multe dintre regulile formale ale limbii arabe (inclusiv modele de prozodie și de rimă), noi genuri, inclusiv poezia epică, au fost introduse din Iran.
- Nord-vestul Indiei și ceea ce este acum Pakistanul au devenit un centru al literaturii islamice încă din secolul al XI-lea, Delhi și Agra având o importanță deosebită. Avea să rămână o fortăreață a vieții culturale musulmane, care s-a extins în curând și spre est (Bengal) și sud (Deccan). În diferite regiuni ale subcontinentului, o literatură populară extrem de plăcută a înflorit de-a lungul veacurilor: sindhi în valea inferioară a Indusului, de exemplu, și punjabi în Punjab sunt limbi bogate într-o poezie emoțională care folosește metri și forme populare. La granița indo-iraniană, cele mai vechi fragmente ale poeziei paștoase puternice datează din Evul Mediu. Poezia vecină Balochi constă în mare parte din balade și cântece populare religioase. Toate popoarele din această zonă au interpretat misticismul islamic în propriile lor imagini simple și emoționante. În estul subcontinentului, musulmanii bengali posedă o mare moștenire literară islamică, inclusiv epopee religioase din secolele XIV și XV și câteva cântece populare religioase minunate. Realizările romancierilor și poeților lirici din Bangladesh sunt impresionante. Ca rezultat al răspândirii islamului în nord în secolul al XIV-lea, o serie de teme clasice din tradiția islamică au fost elaborate în lirica și epezia kashmiră. La sud, o bucată ocazională de poezie religioasă islamică poate fi găsită chiar și în Tamil și Malayalam. Câteva nuvele fine musulmane au fost produse în malayalamul modern.  Urduul, acum limba literară principală a Indiei musulmane și a Pakistanului, a împrumutat mult din literatura persană în perioada sa clasică din secolul al XVIII-lea. În multe scrieri, numai verbele sunt în urdu, restul constând din construcții și vocabular persan, iar temele literaturii urdu tradiționale au fost adesea adaptate de la persană. Totuși, proza urdu modernă s-a eliberat aproape complet de trecut, în timp ce în poezie s-au făcut pași promițători către modernizarea atât a formelor, cât și a conținutului (a se vedea artele din Asia de Sud: literaturile islamice și perioada modernă). [15]
- Un stil „clasic” elaborat s-a dezvoltat în turcă după secolul al XIV-lea, atingând apogeul în secolul al XVII-lea. La fel ca urduul clasic, a fost puternic influențat de persană în metrică și vocabular. Mulți exponenți ai acestui stil „înalt” au venit din provinciile balcanice ale Imperiului Otoman. Pe de altă parte, o poezie populară bogată și emoționantă în contoare populare de numărare a silabelor a înflorit întotdeauna în rândul populației turcești din Anatolia și Rumelia. Cântecele mistice ale poetului Yunus Emre (murit c. 1320) au contribuit foarte mult la modelarea acestui corp de literatură, care a fost păstrat în centrele religioase ale ordinelor sufite ale Islamului. Din această tradiție populară, precum și din literatura occidentală, literatura turcă modernă a obținut o mare parte din inspirația sa.  O mare parte din literatura musulmană din Asia Centrală este scrisă în limbi turcești, care includ uzbeca, tătară și kirghiză. Principalele sale centre culturale (Samarkand, Bukhara, Fergana) au devenit parte a imperiului musulman după 711. Asia Centrală a fost un important centru de învățare islamică până la invaziile țariste din anii 1870, iar popoarele din această regiune au produs o literatură clasică în arabă. Mulți dintre cei mai cunoscuți cărturari și poeți arabi și persani care scriau în perioada de glorie a influenței musulmane erau asiatici centrali prin naștere. Asiaticii centrali posedă, de asemenea, o literatură proprie considerabilă, care constă în mare parte din epopee, povestiri populare și „cuvinte de înțelepciune” mistice. Regulile prozodiei valabile pentru limbile arabă și persană au fost impuse în mod deliberat limbilor turcice în mai multe rânduri, în special de ʿAlī Shīr Navāʾī (mort în 1501), un maestru al poeziei și prozei Chagatai în Herāt, și de Bābur (mort în 1530) , primul împărat Mughal din India. Literatura tadjică este practic persană, atât cum este scrisă astăzi în Tadjikistan, cât și așa cum a existat în formele anterioare, când nu se distinge de persana clasică. După rusificarea țării și, mai ales, după Revoluția din 1917, a apărut o nouă literatură care a făcut parte din literatura fostă sovietică. Același lucru se poate spune, în mare, despre literaturile altor popoare musulmane turcice din Asia Centrală.
- Fragmente mai mici de literatură islamică, în chineză, se găsesc în China (care are o populație musulmană destul de mare) și în Filipine. De asemenea, merită remarcate tradițiile literare din Indonezia și Malaezia, unde religia islamică a sosit cu mult timp în urmă. Poveștile istorice și semimitice despre eroii islamici sunt o caracteristică a literaturii din aceste zone, un fapt de interes imens pentru folcloristi.  Contactul cu Islamul și cultura sa „scrisă” a contribuit, de asemenea, la păstrarea expresiilor naționale în multe regiuni. Adesea astfel de expresii erau îmbogățite de vocabularul arab și de conceptele islamice. Liderii musulmanilor din astfel de zone din nordul Nigeriei, de exemplu, au preferat să scrie poezii și cronici în arabă în timp ce își foloseau limba maternă pentru forme mai populare de literatură (vezi literatura africană: Literaturi în limbi africane). Un interes deosebit în această legătură este literatura kurdă, care a păstrat într-o limbă iraniană mai multe texte și epopee importante, populare heterodoxe. [16]

##### Genuri literare
Principalele genuri poetice, așa cum au apărut conform regulilor tradiționale, sunt qaṣīdah ( în arabă قصيدة ), ghazal ( în arabă غَزَل‎)  și qiṭʿah ( în arabă قطعة).

###### Qaṣīdah
Qaṣīdah este poemul prin excelență, apărut în perioada pre-islamică ( în arabă الجاهلية ), un tip de poezie complex, care se întinde pe o suprafață mare, având minim 20 de versuri și ajungând la mai mult de 100 de versuri. Se dezvoltă pe două hemisticuri delimitate de o pauză făcută în cadrul versului, numită "cezură". Cezura are o poziție fixă la mijlocul versului, împărțindu-l pe acesta în două părți egale, deși uneori, al doilea hemistic poate părea mai scurt. Cele două hemisticuri poartă numele de miṣrā ᷾ ( în arabă مصراع); primul se mai numește și ṣadr ( în arabă صدر ) și al doilea ᷾ağuz ( în arabă عجز ). Acest gen literar conține, de obicei, o relatare a călătoriei poetului. Din punct de vedere al tematicii poetice, există predilecția pentru tematica amoroasă ( numită ghazal în arabă غَزَل = gazelă ‎)  , începând cu un prolog de poezie de dragoste (nasīb), realizat prin motivul plângerii, urmat de descrierea călătoriei în sine. Faptul că poetul împreună cu tovarășii săi poposește în diferite locuri în căutarea iubitei, pe care însă nu reușește să o întâlnească, rezultă un sentiment de suferință resimțit intens pe tot parcursul călătoriei. După partea introductivă, urmează una descriptivă ( în arabă وصف, waṣaf ), dedicată animalului de călătorie și tabloului de natură, pentru care se folosește un limbaj pastoral, de specialitate pentru mediul animalelor. 

###### Ghazal
Ghazal ( în arabă غَزَل = gazelă ‎) este un poem de dragoste și reprezintă partea introductivă a qaṣīdei, care s-a dezvoltat în mod independent, ca un gen literar propriu. Din punct de vedere structural, lungimea sa variază între 5 și 12 versuri. Acest tip de poezie are la bază ideea că împlinirea sufletească supremă se realizează doar prin iubire. Tonul elegiac provine din dezamăgirea adusă de absența persoanei iubite și imposibilitatea de a ajunge la aceasta. Deși poetul este conștient că nu își poate împlini iubirea, acesta continuă să aspire către aceasta. 

###### Qiṭʿah
Qiṭʿah ( în arabă  قطعة = secțiune ) este un fragment de text mai scurt și nu are structură internă complexă. Spre deosebire de cele două stiluri anterioare, atât qaṣīdah, cât ghazal, sunt caracterizate prin monorimă și încep cu două hemisticuri ( un vers, în arabă بيت, bayt, împărțit în două părți egale care rimează, numite hemisticuri), în genul literar qiṭʿah primul hemistih nu rimează, creând efectul de poezie „tăiată”, de unde îi provine și numele. Qiṭʿah  a fost folosită pentru a trata aspecte ale vieții de zi cu zi; a servit în principal pentru  satire, glume, jocuri de cuvinte. 

##### Ritmul și metrul
Poezia arabă este construită pe principiul monorimei, iar rima unică, constând de obicei într-o singură literă, este folosită în fiecare poezie, lungă sau scurtă. Persii și imitatorii lor au extins adesea partea rimată pe două sau mai multe silabe (radīf) sau grupuri de cuvinte, care se repetă după consoana dominantă rimată. Contorii sunt cantitativi, numărând silabe lungi și scurte (ʿarūḍ). Limba arabă clasică are 16 metri de bază în cinci grupări; pot suferi anumite variații, dar poetului nu i se permite să schimbe metrul pe parcursul poeziei.  Mulți poeți islamici moderni, din Pakistan până în Turcia și Africa de Nord, au aruncat cu totul sistemul clasic al prozodiei. Pe de altă  parte, au înlocuit forme de vers care imită modele occidentale, cum ar fi poeziile strofice cu sau fără rimă; din anul 1950 versul liber a devenit aproape regula, deși se poate observa o anumită tendință spre rimare sau spre utilizarea cvasirimelor aliterative. 